# Савватия (аэродром)
Савва́тия — военный аэродром в Архангельской области, в 29 км южнее города Котласа, в окрестностях посёлка Савватия (Котлас-9).

## История
11 ноября 1967 года на аэродром Савватия с Хотилово перебазирован 445-й истребительный авиационный полк ПВО. Полк до 1988 года входил в состав Ярославского корпуса ПВО, затем был передан в состав 23-й (так называемой Архангельской дивизии 10-й отдельной армии ПВО).
В 1993 году на аэродроме Савватия был сформирован 458-й гвардейский истребительный авиационный Полоцкий ордена Суворова полк, путём слияния 445-го истребительного авиационного полка ПВО имени Ленинского Комсомола, и выведенного из посёлка Амдерма (Ненецкий АО) 72-го гвардейского истребительного авиационного Полоцкого ордена Суворова полка, с передачей ему боевого знамени и исторического формуляра 72-го гв. иап.
В различное время на вооружении полка состояли истребители-перехватчики Ту-128, МиГ-25. После слияния и за счёт высвободившихся самолётов после расформирования других полков 458-й гвардейский истребительный авиационный Полоцкий ордена Суворова полк был перевооружён на истребители МиГ-31.
1 декабря 2009 года полк был расформирован, вместо него создана авиаэскадрилья, которая входила в состав авиабазы Мончегорск.
До сентября 2010 года на аэродроме дислоцировалась 3-я (истребительная) эскадрилья 6964-й авиационной базы, которая была образована на базе 458-го гвардейского Полоцкого ордена Суворова истребительного авиаполка 1 декабря 2009 года. По состоянию на 2020 год, аэродром недействующий.

## Происшествия
- 28 мая 1968 года (по другим данным 28 мая 1969 года) катастрофа самолёта Ту-128, аэродром Савватия (Котлас), КК замкомандира АП по политчасти. Экипаж выполнял полет на воздушный бой в составе пары. В процессе выполнения полета сработала сигнализация «Пожар двигателя». Осмотреть хвостовую часть самолёта, чтобы уточнить — действительно есть пожар или нет, самостоятельно экипаж не мог. Причиной этого являлось отсутствие на самолётах ранних серий перископа для осмотра хвостовой части фюзеляжа. С самолётом, терпящим бедствие, сблизился второй самолёт Ту-128, который играл роль цели. Он занял место сзади, пытаясь определить наличие пожара на первом самолёте. Командир корабля долго вел переговоры со вторым экипажем и с руководителем полетов. Когда самолёт находился севернее г. Сыктывкар на высоте около 9000 м, произошел взрыв, экипаж погиб. Точную причину установить не удалось, поскольку обломки самолёта были разбросаны на большой площади среди болот и таёжного леса. Самым большим обломком самолёта была турбина одного из двигателей. Наиболее вероятной причиной пожара является течь в топливопроводе в районе стыковки его с двигателем самолёта.
- 10 марта 2010 года на аэродроме Савватия при посадке выкатился на боковую полосу безопасности и перевернулся истребитель МиГ-31. Во время аварии лётчик и штурман получили травмы[3]. Самолёт разрушен, сумма ущерба составила 86 миллионов рублей.[4]